# 銀河パトロールPJ
銀河パトロールPJ (ぎんがパトロールピージェー、仏文：Il était une fois... l'Espace) は、フランスのProcidisと日本のエイケンの共同制作によるテレビアニメである。

## 概要
1982年制作、1話25分で、全26話のSFアニメである。地球の属するオメガ連盟と、カシオペア軍事共和国、強大なコンピューターに操られたロボット軍団など、銀河の大国同士の衝突を描く。Procidisが1978年に制作した『Il était une fois... l'Homme』(アニメーション制作はタツノコ) に続く「Il était une fois...」シリーズの第二弾で、キャラクターデザインは前作のものを流用している。ストーリーとデザインをフランスが、それ以降の実作業を日本が担当した。エイケンでは続編の『Il était une fois... la Vie、邦題：生命の科学ミクロパトロール』以降も制作している。
フランスでは1982年10月9日からFR3にて放送された。日本では1984年7月17日から1984年8月22日にフジテレビで平日6:00 - 6:30に放送された。その後、1991年には日本テレビ系山梨放送で、フジテレビより3日遅れでネットされていた｢トラップ一家物語｣の特番休止差し替え番組として、同年8月迄不定期放送され、2006年6月にAT-Xで再放送された。

## あらすじ
様々な生命が共存するオメガ平和惑星連合の平和を守る銀河パトロールに所属するジムやプティら（作品タイトルの「PJ」とは、彼ら若手のパトロール隊員を意味する「パトロール・ジュニア」の意）が、宇宙船コスモポリタン号やコリブリ号に乗って、さまざまな事件に立ち向かう。彼らは殺傷能力のある武器を用いずに、知恵と勇気で問題を解決して異業種生命体との共存へと導いていく。

## 登場人物
ジム
声 - 速水奨
主人公。オメガ平和惑星連合に属する銀河パトロールの一員。
トム
声 - 小野健一
ロボット。ジムやプティと行動を共にする。
プティ
声 - 原えりこ
褐色の肌の女性。ジム同様、オメガ平和惑星連合に属する銀河パトロール。ジムとよくバディを組んでいる。
ピエール
声 - 稲葉実
髭を生やした勇敢なバイキングの男性。
ジャンボ
声 - 富田耕生
銀河パトロール隊長。ジム達に指令を下す。
ピエレッタ
声 - 滝沢博子
ピエールの恋人。お淑やかな金髪の女性。
マエストロ
声 - 富山敬
長い白髪と白髭が生えた賢者の壮年男性。ジムやプティ達銀河パトロール隊と親しい。

## スタッフ
- 原案：アルバート・バレリイ（プロシーデス）
- 制作：村田英憲（エイケン）
- 翻訳：藤田観二
- 構成：渡辺米彦、一色弘安
- 脚色：野村正満、高屋敷英夫
- コーディネーター：鷲巣政安
- キャラクターデザイン：ルネ・ボルグ
- メカニックデザイン：マンチュウ
- 作画監督：津野二郎
- メカニック作画監督：国保誠
- 動画チェック：飯野孝、高島鉄雄、笠原真介
- 色彩設定：鬼沢富士男、中沢邦夫、原田伊佐央
- 美術監督：亀崎経史
- 撮影監督：飯塚進
- 音響演出：小山悟
- 音楽：ミシェル・ルグラン、馬飼野康二、武市昌久
- 効果：片岡陽三
- 調整：堀内勉
- 編集：川名雅彦、平田光宏、五月女孝男
- プロデューサー：小室常夫（エイケン）、久保田栄一（フジテレビ）
- 製作：Procidis、エイケン、フジテレビ

## 主題歌

### フランス
「Il était une fois... l'Espace」（歌：ジャン＝ピエール・サブリ）
作曲 - ミシェル・ルグラン / 編曲 - アルマン・ミジアーニ

### 日本
オープニングテーマ
「あしたの銀河へ」（歌：ピーカ・ブー） ※パイロット版
作詞 - 山川啓介 / 作曲 - 糸数カンジ / 編曲：武市昌久 / レーベル - キャニオン・レコード
「銀河の女王」（歌：松野達也）
作詞 - 伊藤アキラ / 作曲・編曲：馬飼野康二 / レーベル - キャニオン・レコード
エンディングテーマ
「愛の森」（歌：ピーカ・ブー） ※パイロット版
作詞 - 山川啓介 / 作曲 - 糸数カンジ / 編曲：武市昌久 / レーベル - キャニオン・レコード
「夜明けのプレリュード」（歌：松野達也）
作詞 - 伊藤アキラ / 作曲・編曲：馬飼野康二 / レーベル - キャニオン・レコード

## 各話リスト

### フランス
1. La planète Oméga
2. Les Sauriens
3. La planète verte
4. Du côté d’Andromède
5. Les Cro-Magnons
6. La révolte des robots
7. La planète Mytho
8. Le long voyage
9. Cassiopée
10. La planète déchiquetée
11. Les naufragés de l’espace
12. Les géants
13. Les Incas
14. Chez les dinosaures
15. Les anneaux de Saturne
16. L’imparable menace
17. Terre !
18. L’Atlantide
19. L’étrange retour vers Oméga
20. La revanche des robots
21. Les Humanoïdes
22. Un monde hostile
23. Cité en vol
24. Le grand ordinateur
25. Combat de titans
26. L’infini de l’espace

### 日本
1. UFO接近コリブリ号発進…
2. 指令ラゴ星を探査せよ
3. 怒りのグリーンキング
4. 原始惑星デイアンを守れ!
5. ロボット都市の反乱
6. SOS!ドラゴンフライ号
7. ニューオリンポス発見!
8. 地球からの訪問者
9. ペスト将軍の企み
10. アルサ星人救出作戦
11. 銀河の果てに
12. ジャイアントアリの闘い
13. インカ星人の伝説
14. 恐竜惑星F1
15. なぞのヒューマノイド
16. ミサイル爆発3時0分
17. ふるさと地球へ
18. 失われた都市
19. オメガへの不思議な旅
20. がんばれ!メトロ
21. 追跡を逃れて
22. 新しい仲間
23. キャッスル浮上…
24. G・コンピューターの正体
25. 銀河大戦争
26. 宇宙よ永遠に